# Psicología transpersonal

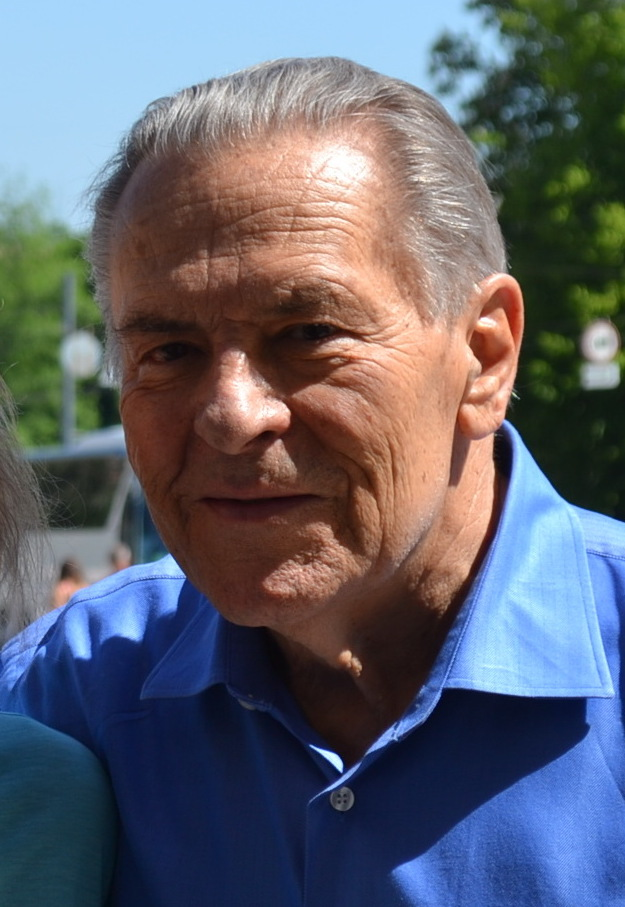
Stanislav Grof, uno de los fundadores de la psicología transpersonal.

La psicología transpersonal es una rama de la psicología que integra los aspectos espirituales y trascendentes de la experiencia humana con el marco de trabajo e investigación de la psicología moderna. El término transpersonal significa “más allá” o “a través” de lo personal, y se refiere a las experiencias, procesos y eventos que transcienden la habitual sensación de identidad, permitiendo experimentar una realidad mayor y más significativa.
Sus investigadores estudian lo que consideran los potenciales más elevados de la humanidad y del reconocimiento, comprensión y actualización de los estados modificados de consciencia, unitivos, espirituales y trascendentes. El Día de la Psicología Transpersonal se celebra el 27 de febrero.

## Origen del término
Los orígenes de la Psicología transpersonal se pueden rastrear hasta 1901-2 cuando el psicólogo estadounidense William James (1842-1910) de la Universidad de Harvard impartió las llamadas “Gifford Lectures” en la Universidad de Edimburgo. En estas clases, que luego se publicarían en formato libro titulado The Varieties of Religious Experiences, James enfocó el estudio de las experiencias religiosas desde una perspectiva psicológica basada en el estudio de las experiencias directas de personas individuales. Fue James quien por primera vez  utilizó en estas clases el término transpersonal. Esta escuela considera a Richard M. Bucke (1837-1902), Carl Gustav Jung (1875-1961) y Roberto Assagioli (1888-1974) como los que asentaron las bases de lo que posteriormente se convertiría en la Psicología Transpersonal.

## Ámbito que abarca
La psicología transpersonal considera temas como: 
- las experiencias cumbre (que —según el psicólogo estadounidense Abraham Maslow (1908-1970)— son estados de interconexión y unificación espiritual),
- experiencias místicas,
- trances sistémicos, y
- experiencias transcendentes y metafísicas de la vida,
- expansión de la consciencia individual,
- conocimiento interior profundo,
- encuentro del sentido de vida personal y último,
- identificación colectiva con las demás personas y el entorno,
- estados amplificados de amor, compasión y fraternidad universal.

Si bien los caminos que se pueden tomar a partir de esta síntesis son varios (dependiendo de las concepciones psicológicas y espirituales que se integren), el objetivo principal de la psicología transpersonal sería que los seres humanos transciendan el sentido de sí mismos, para lograr identificarse con una consciencia mayor y colectiva omniabarcante.
El escritor estadounidense Ken Wilber (1949-) distingue tres niveles en el desarrollo de esta conciencia:
- El nivel prepersonal: es el momento del desarrollo en que los seres humanos aún no tienen conciencia de su propia mente (bebés que todavía no tienen una teoría de la mente ni han forjado su personalidad)
- El nivel personal: que se alcanza cuando el individuo toma conciencia de que es una persona que piensa, diferente a otras.
- El nivel transpersonal: el nivel que se alcanza por medio del desarrollo espiritual, y que consiste en transcender la identificación con el cuerpo y la mente, para alcanzar un nivel de consciencia social, ecológica y espiritual, mayor.

Lajoie y Shapiro (1992) en un artículo publicado en el Journal of Transpersonal Psychology titulado “Definiciones de Psicología Transpersonal: los primeros veintitrés años”, hacen una investigación de la literatura transpersonal y recogen doscientas dos definiciones de las cuales publican cuarenta. Entre ellas la dada por Antony Sutich en 1968, uno de los padres de la psicología transpersonal. A lo largo de otras definiciones que hace esta escuela se pueden encontrar también, referencias a experiencias místicas, experiencias cercanas a la muerte, memorias de supuestas vidas pasadas, estados no ordinarios de consciencia, sentimientos de mística fusión con los otros, guía interior, proceso creativo, sincronicidad, capacidades psíquicas, etc.
Uno de los principales objetivos de la Psicología Transpersonal es la construcción de una mirada integradora de las diferentes escuelas de Psicología, que permita transcender las lecturas parciales de la realidad humana, accediendo a una disciplina de síntesis que reúna lo más valioso de todas las corrientes psicológicas desarrolladas hasta el presente. Lejos de un mero eclecticismo, este intento está siendo fundado sobre una rigurosa epistemología integrativa y una clínica empíricamente justificada.

## La psicología transpersonal y la conciencia humana

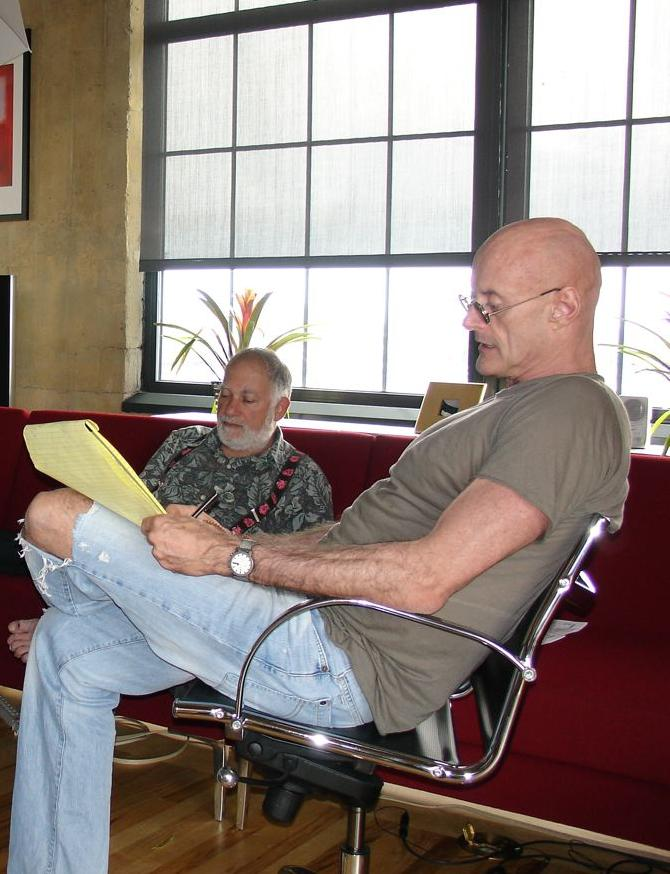
Ken Wilber, uno de los principales autores en el campo de la psicología transpersonal.

De acuerdo con sus autores, la psicología transpersonal ha hecho contribuciones al mejor entendimiento del desarrollo humano y la conciencia. Entre las teorías de los modelos transpersonales que los autores presentan, está el modelo lineal-jerárquico del mapa del desarrollo humano, como el de Timothy Leary y Ken Wilber.
Ken Wilber, uno de los más importantes contribuyentes, ha desarrollado un modelo del espectro de la conciencia, que consta de tres grandes categorías: el estado prepersonal o pre-egoico, el ámbito personal o egoico, y el transpersonal o trans-egoico. Una versión más detallada de esta teoría del espectro del desarrollo de la conciencia, abarcaría nueve diferentes niveles de desarrollo de la conciencia, en los que, desde los niveles 1-3 se presentan como pre-personales, (o preconvencionales) los niveles 4-6 serían los niveles personales (o convencionales) y los niveles 7-9 serían los niveles transpersonales (transconvencionales).
Wilber ha retratado el desarrollo de la conciencia como un orden jerárquico, escalonado. Su modelo conceptual, muestra el avance de la conciencia desde los niveles inferiores a los niveles superiores. Según este mapa, cada nuevo nivel o escalón abarcaría e integraría en sí mismo a los niveles anteriores, desarrollando nuevas habilidades asociadas únicamente con el nivel más elevado. Adicionalmente cada nivel incluiría también un tipo particular de estructura de personalidad, y posibles vulnerabilidades frente a determinadas patologías que pertenecerían a ese nivel.
A partir del trabajo de Wilber, psicólogos transpersonales también han argumentado a favor de una mejor diferenciación entre los problemas de ciertas patologías psiquiátricas y su relación con los estados prepersonales/transpersonales.
La posible confusión de estas dos categorías de problemas (según el modelo, los provenientes de un nivel prepersonal no serían del mismo tipo que los provenientes de un nivel transpersonal) se dice que conducen a lo que la teoría transpersonal denomina la confusión entre lo pre/trans de los estados de conciencia, y la problemática asociada a cada estado de conciencia, que proviniendo de distintos niveles de conciencia son tratados sin embargo por la psiquiatría del mismo modo.
Dentro de la psicología transpersonal, los psicólogos transpersonales afirman que técnicas como la respiración holotrópica desarrollada por Stanislav Grof. permiten adentrarse a estados no ordinarios de conciencia para poder acceder a información que está en dos niveles previos al transpersonal; en el nivel prepersonal y en el personal. 
Con esta técnica de hiperventilación, los psicólogos transpersonales aseguran que se pueden hacer conscientes ciertas formas de pensar y de actuar, que influyen en el comportamiento actual del individuo, pues son un bagaje que afecta de manera inconsciente a la persona. 
En algunas culturas prehispánicas, el uso de sustancias favorecían el proceso de adentrarse a estos estados no ordinarios de conciencia para conectarse con una sabiduría mayor. Una vez en este estado, afirman que se podía tener información que permitía predecir o curar a los consultantes de estos maestros.
Estos procesos se tomaban tiempo y en algunas culturas como la maya, la astrología o astronomía, era usada para buscar los momentos más propicios para llevar a cabo estos rituales.

## Actualidad
Existen actualmente cuatro revistas académicas donde se publican artículos de investigación en el área específica de lo transpersonal, como son la ya citada Journal of Transpersonal Psychology, además del International Journal of Transpersonal Studies, y Transpersonal Psychology Review publicada por la Sección de Psicología Transpersonal dentro de la Sociedad Británica de Psicología, equivalente a la APA americana. 
La más reciente publicación y con posibilidad de publicar en inglés, castellano y portugués sería el Journal of Transpersonal Research, cuyo primer número se publica el año 2009, editada por la Asociación Transpersonal Iberoamericana.
En el año 2013 se publicó el manual de psicología transpersonal: Handbook of Transpersonal Psychology, por Harris Friedman y Glenn Hartelius en la prestigiosa editorial Wiley-Blackwell, la obra más completa que se ha escrito sobre la disciplina con contribuciones de diferentes autores.

## Influencias

### Externas
Es importante mencionar que son muchas las influencias que la Psicología Transpersonal ha recibido de las diferentes corrientes espirituales y religiones como por ejemplo, el Budismo y el Hinduismo, así como también de distintas escuelas filosóficas y místicas. El estudio del desarrollo hacia una transpersonalidad conlleva inevitablemente el estudio de la conciencia como fenómeno, así que la psicología transpersonal también bebe de las neurociencias, la neurofisiología, la psicología cognitiva, así como de la parapsicología y la investigación sobre los fenómenos psíquicos.

### Internas
Es una disciplina pionera en el estudio de la conciencia y del desarrollo psicológico e interior hacia una identidad transpersonal en conexión con la comunidad, la naturaleza e incluso con el Cosmos. Este desarrollo interior implicaría un proceso, y es aquí en donde diferentes modelos teóricos que describen este proceso de transformación entran en discusión, proponiendo y discutiendo diferentes visiones sobre cómo tiene lugar. Tenemos por ejemplo a: S. Grof, Washburn, C.G. Jung, K. Wilber, Sri Aurobindo, A. Maslow, R. Assagioli, Peggy Wright, J. Ferrer, Charles Tart, entre otros también importantes.[cita requerida]

## Críticas a la psicología transpersonal
Las críticas de la psicología transpersonal han llegado de varios autores.  Las más notorias son por su falta de rigor científico y por ser conceptualmente confusa. En una revisión de las críticas del campo, Cunningham escribe, "los filósofos la han criticado porque su metafísica es ingenua y su epistemología está poco desarrollada. Por su multiplicidad de definiciones y la incapacidad de operacionalizar muchos de sus conceptos ha dado lugar a una confusión conceptual sobre la naturaleza de la psicología transpersonal en sí (es decir, el concepto se utiliza de manera diferente por diferentes teóricos y significa cosas diferentes para diferentes personas). Los biólogos la han criticado por su falta de atención a los fundamentos biológicos de la conducta y la experiencia. Los físicos la han criticado por acomodar inapropiadamente conceptos de la física como explicaciones de la conciencia".
Una de las primeras críticas sobre este campo fue emitida por el psicólogo humanista Rollo May, que discute las bases conceptuales de la psicología transpersonal. May ha estado especialmente preocupado por el bajo nivel de reflexión sobre el lado oscuro de la naturaleza humana, y el sufrimiento humano, entre los principios teóricos transpersonales. Una crítica similar también fue presentada por Alexander (1980) que piensa que la psicología transpersonal, a la luz del pensamiento de William James, representaba una filosofía que no tiene al mal adecuadamente en cuenta.
Las críticas también han venido de la psicología cognitiva y humanista. Albert Ellis (1989) ha cuestionado el estatus científico de la psicología transpersonal, por su relación con la religión y el misticismo. Friedman (2000) ha criticado el campo de la psicología transpersonal por considerarlo un campo subdesarrollado de la ciencia. Aunque distingue entre la psicología transpersonal como un campo de la psicología científica, alega que una gran área del campo de estudios transpersonales, según el autor, siguen una serie de criterios no científicos. Las doctrinas o ideas de muchas personalidades, que son o han sido maestros espirituales en el mundo occidental, como Gurdjieff o Alice Bailey, a menudo son asimilados a la psicología transpersonal. Esta inclusión es, en general, considerada como perjudicial para las aspiraciones de los psicólogos transpersonales a fin de obtener una posición más firme y respetable en el mundo académico. Sin embargo, Scotton, Chinen y Battista (1996) creen que gran parte de estas críticas pueden ser matizadas si se distingue en el ámbito de la psicología transpersonal, a aquellos que autodenominándose falsamente como transpersonales, operan fuera de un contexto académico.
Se ha argumentado también que la mayoría de los psicólogos no están estrictamente adscritos a las escuelas tradicionales de la psicología, sino que la mayoría de los psicólogos toman un enfoque más ecléctico. Esto podría significar que la categorías transpersonales enumeradas pueden ser consideradas más bien como subdisciplinas de la psicología; como el estudio del fenómeno de conversión religiosa, que sería perteneciente al área de la psicología social. Los estados alterados de conciencia, dentro de la psicología fisiológica, y la vida espiritual dentro de la psicología de la religión.
Por último, desde el budismo (y en particular desde el dzogchén) Elías Capriles ha objetado que la psicología transpersonal toma lo transpersonal como un objetivo en sí mismo sin distinguir entre lo transpersonal que corresponde al nirvana y como tal es liberador, lo transpersonal que corresponde al samsara y como tal constituye una nueva atadura (por ejemplo los reinos sin forma —arupyadhatu o arupa lokas— del budismo, en los cuales se supera la distinción figura-fondo mas no la dualidad sujeto-objeto), y lo transpersonal que ni es nirvana ni pertenece al samsara y que no es más que un descanso pasajero con respecto al samsara (como el estado que la enseñanza dzogchén llama kun gzhi, en el cual la dualidad sujeto-objeto no está manifiesta pero tampoco lo está la dharmata o verdadera condición de todos los fenómenos). Capriles propone como alternativa una filosofía y psicología metatranspersonal que, para Macdonald y Friedman, tendrá importantes repercusiones en el futuro de la teoría transpersonal.

## Formación académica
Existen diferentes universidades e instituciones oficiales en las que se imparten postgrados, másteres o doctorados para estudiar, investigar y contribuir a esta rama de la psicología. Sin contar con las múltiples asociaciones e institutos que existen en todo el mundo.
Algunas de las universidades más reconocidas en el mundo anglosajón son: California Institute of Integral Studies, Saybrook University, Sofia University, Liverpool John Moores University (a través de Alef Trust). En el mundo hispanohablante la Universidad del Pacífico, en Santiago de Chile, cuenta con estudios de grado y postgrado en psicología humanista-transpersonal.
En enero de 2012, la Universidad Antropológica de Guadalajara en México (UNAG) inició los cursos de la Maestría en Psicología Transpersonal (con REVOE de la Secretaría de Educación Pública) egresando la primera generación en diciembre de 2013.